# Wind Hellas
Wind Hellas Telecommunications S.A. (originariamente STET Hellas Telecommunications S.A., e poi TIM Hellas Telecommunications S.A.) è stata una società di telecomunicazioni greca appartenente a United Group B.V.
Nel 2023 è stata fusa per incorporazione in Nova Telecommunications S.A.

## Storia

### TELESTET Hellas
TELESTET Hellas fu fondata il 28 luglio 1992 come consociata della compagnia di telecomunicazioni italiana STET (poi Telecom Italia/TIM). Acquisisce una licenza ventennale per le frequenze GSM pagando l'equivalente attuale di 91.7 milioni di euro nel settembre 1992 ed inizia le attività di telefonia mobile il 29 giugno 1993.
Per i successivi 12 mesi l'azienda crebbe, fino a raggiungere 100.000 clienti nel giugno 1995; nel 1998 TELESTET Hellas si quota presso NASDAQ e Euronext Amsterdam. L'anno dopo arriva a contare 1 milione di clienti. Nel 2001 è uno dei 4 operatori nazionali ad aggiudicarsi, per 147 milioni di euro, le frequenze UMTS, grazie alle quali nel 2002 consegue in Grecia tre primati: il lancio del primo servizio MMS, il primo applicativo per il mobile commerce e la prima rete 3G (e quindi i relativi servizi commerciali).

### TIM Hellas
L'8 febbraio 2004 il nome dell'azienda fu cambiato in TIM Hellas, uniformandolo a quello usato in Italia.
Il 4 aprile 2005 l'80,87% di TIM Hellas fu venduto a Troy Gac, detenuta dai fondi Apax Partners e Texas Pacific Group per 1.114,1 milioni di euro, che corrispondono ad un valore totale dell'azienda di 1.6 miliardi di € e a 16,43 € per azione. L'operazione fu completata nel luglio 2005.
Nel 2006, anche Q-Telecom, il quarto operatore mobile in Grecia, viene acquisito da Apax e TPG per 360 milioni di euro e, successivamente, sarà integrato con TIM Hellas.

### Wind Hellas
Il 5 giugno 2007 TIM Hellas viene acquistata per 3.4 miliardi di euro (di cui 500 milioni in equity) da Weather Investments, di proprietà dell'imprenditore egiziano Naguib Sawiris, che controllava già Orascom e Wind e cambia denominazione aziendale per la seconda volta, diventando Wind Hellas.
In seguito alla fusione con Tellas (operatore telefonico greco per la linea fissa) ed all'acquisizione di Q-Telecom, Wind Hellas è diventato la seconda compagnia di telecomunicazioni in Grecia.
La recessione economica in Grecia ha causato gravi difficoltà finanziarie a Wind Hellas. Sawiris ha venduto il patrimonio della holding Weather Investments ad un gruppo di creditori, il Comitato SSN Ad Hoc. Il gruppo di obbligazionisti ha istituito una nuova holding Largo Ltd. che ha preso il pieno controllo di Wind Hellas nel dicembre 2010 e ha nominato un nuovo consiglio di amministrazione.

### Fusione con Nova Greece
Nel 2022 la società è stata acquisita da United Group, e l'11 gennaio 2023 è stata completata la fusione per incorporazione di Wind Hellas in Nova Greece, la piattaforma televisiva greca appartenente a United Group.

## Prefissi
I numeri telefonici forniti da Wind Hellas oggi cominciano con il prefisso 693 e sono composti da dieci cifre; tuttavia la presenza della number portability fa sì che ci siano dei numeri Wind Hellas con altri prefissi e numeri con prefisso 693 che appartengono ad altri operatori. Dalla fusione tra Wind Hellas e Q-Telecom nel maggio 2007, Wind Hellas sottoscrive anche numeri con prefisso 699.

## Loghi
| 1992-1999 | 1999-2004 | 2004 | 2004-2007 | 2007-2015 | 2015-2017 | 2017-oggi |
| --------- | --------- | ---- | --------- | --------- | --------- | --------- |